# William Arthur Harland
William Arthur Harland (* 7. März 1926 in Belfast, Nordirland; † 9. Januar 1985 in Glasgow) war ein nordirischer Rechtsmediziner. Von 1974 bis 1985 war er in der Nachfolge von Gilbert Forbes der siebte Regius Professor of Forensic Medicine an der University of Glasgow. Von 1980 bis 1983 war Harland auch Dekan der juristischen Fakultät.

## Leben
Der Sohn von Elizabeth Montgomery Robb und Robert Wallace Harland wurde in Belfast geboren und besuchte auch die dortige High-School. Er studierte Medizin an der Queen’s University Belfast schloss 1948 mit M.B. und B.Ch. ab. 1974 wurde er in Belfast M.D. promoviert.
Von 1955 bis 58 praktizierte Harland als Laborleiter am St. Joseph’s Hospital in Chatham-Kent (Ontario). 1958 bis 1960 wirkte er als assistierender Pathologe am Jewish General Hospital in Montreal. 1960 wechselte er als Senior Lecturer an die University of the West Indies und lehrte dort bis 1964. 1964 kehrte Harland nach Großbritannien zurück, wurde von der University of London Ph.D. promoviert und nahm eine Beschäftigung als Pathologe am MRC Atheroma in Glasgow und an der Glasgow Western Infirmary auf. 1966 wurde er als Senior Lecturer an die Universität berufen. Nachdem sich Forbes 1974 vom Lehrstuhl zurückgezogen hatte, wurde Harland auf die Professur berufen.
Harland galt als Kapazität zu Erkrankungen der Schilddrüse und der Atherosklerose. Als einer der führenden Rechtsmediziner Großbritanniens wurde er häufig als Sachverständiger bei Morden und weiteren schweren Verbrechen vorgeladen.
1980 berief die Royal Society of Edinburgh Harland zum Fellow.
1953 heiratete Harland Brenda Foxcroft. Harland verstarb am 9. Januar 1985. Sein im Dezember 1985 berufener Nachfolger wurde Alan Albert Watson.

## Schriften
- 1959: Sir Charles Tupper, im New England Journal of Medicine
- 1961: The Effect of an Atherogenic Diet on Normal and Alloxan-Diabetic Rats (mit N. Kalant)
- 1967: The effect of dose on d-xylose excretion (mit Peter A. Clark)
- 1969: Device for intragastric fluid administration to the rat (mit Peter A. Clark)
- 1972: Thyroxine metabolism
- 1974: The isolation of cholest-5-ene-3beta,26-diol from human brain (mit A. G. Smith, J. D. Gilbert und C. J. Brooks)
- 1974: Thyroid hormone metabolism: proceedings of an international symposium held in Glasgow
- 1979: Fire fatality study - University of Glasgow
- 1983: Subarachnoid haemorrhage due to upper cervical trauma (mit John F. Pitts und Alan Albert Watson)